# Campionati del mondo di atletica leggera 2022 - Maratona maschile
La specialità della maratona maschile dei campionati del mondo di atletica leggera 2022 si è svolta il 17 luglio all'Hayward Field di Eugene, negli Stati Uniti d'America.

## Podio
| Pos.    | Atleta          | Nazionalità | Tempo   |
| ------- | --------------- | ----------- | ------- |
| Oro     | Tamirat Tola    | Etiopia     | 2h05'36 |
| Argento | Mosinet Geremew | Etiopia     | 2h06'44 |
| Bronzo  | Bashir Abdi     | Belgio      | 2h06'48 |

## Situazione pre-gara

### Record
Prima di questa competizione, il record del mondo (RM) e il record dei campionati (RC) erano i seguenti.
| Record                | Prestazione | Atleta               | Data                                | Competizione  |
| --------------------- | ----------- | -------------------- | ----------------------------------- | ------------- |
| Record mondiale       | 2h01'39     | Eliud Kipchoge Kenya | 16 settembre 2018 Berlino, Germania |               |
| Record dei campionati | 2h06'54     | Abel Kirui Kenya     | 22 agosto 2009 Berlino, Germania    | Mondiali 2009 |

### Campioni in carica
I campioni in carica a livello mondiale e olimpico erano:
| Campione | Atleta                | Prestazione | Data                          | Competizione         |
| -------- | --------------------- | ----------- | ----------------------------- | -------------------- |
| Olimpico | Eliud Kipchoge Kenya  | 2h08'38     | 8 agosto 2021 Tokyo, Giappone | Giochi olimpici 2021 |
| Mondiale | Lelisa Desisa Etiopia | 2h10'40     | 29 settembre 2019 Doha, Qatar | Mondiali 2019        |

### La stagione
Prima di questa gara, gli atleti con le migliori tre prestazioni dell'anno erano:
| Pos. | Atleta               | Prestazione | Data                         |
| ---- | -------------------- | ----------- | ---------------------------- |
| 1    | Eliud Kipchoge Kenya | 2h02'40     | 6 marzo 2022 Tokyo, Giappone |
| 2    | Amos Kipruto Kenya   | 2h03'13     | 6 marzo 2022 Tokyo, Giappone |
| 3    | Tamirat Tola Etiopia | 2h04'14     | 6 marzo 2022 Tokyo, Giappone |

## Risultati
| Pos.    | Atleta                    | Nazionalità             | Tempo   | Note                                     |
| ------- | ------------------------- | ----------------------- | ------- | ---------------------------------------- |
| Oro     | Tamirat Tola              | Etiopia                 | 2h05'36 | Record dei campionati                    |
| Argento | Mosinet Geremew           | Etiopia                 | 2h06'44 |                                          |
| Bronzo  | Bashir Abdi               | Belgio                  | 2h06'48 |                                          |
| 4       | Cameron Levins            | Canada                  | 2h07'09 | Record nazionale                         |
| 5       | Geoffrey Kamworor         | Kenya                   | 2h07'14 | Miglior prestazione personale stagionale |
| 6       | Seifu Tura                | Etiopia                 | 2h07'17 |                                          |
| 7       | Gabriel Geay              | Tanzania                | 2h07'31 | Miglior prestazione personale stagionale |
| 8       | Daniel do Nascimento      | Brasile                 | 2h07'35 |                                          |
| 9       | Shumi Dechasa             | Bahrein                 | 2h07'52 | Miglior prestazione personale stagionale |
| 10      | Isaac Mpofu               | Zimbabwe                | 2h07'56 | Record nazionale                         |
| 11      | Maru Teferi               | Israele                 | 2h07'59 |                                          |
| 12      | Othmane El Goumri         | Marocco                 | 2h08'14 |                                          |
| 13      | Yusuke Nishiyama          | Giappone                | 2h08'35 |                                          |
| 14      | Hamza Sahli               | Marocco                 | 2h08'45 |                                          |
| 15      | Barnabas Kiptum           | Kenya                   | 2h08'59 |                                          |
| 16      | Oqbe Kibrom Ruesom        | Eritrea                 | 2h09'02 |                                          |
| 17      | Hassan Chahdi             | Francia                 | 2h09'20 |                                          |
| 18      | Melikhaya Frans           | Sudafrica               | 2h09'24 | Miglior prestazione personale            |
| 19      | Galen Rupp                | Stati Uniti             | 2h09'36 | Miglior prestazione personale stagionale |
| 20      | Rory Linkletter           | Canada                  | 2h10'24 | Miglior prestazione personale            |
| 21      | Mohamed Reda El Aaraby    | Marocco                 | 2h10'33 |                                          |
| 22      | Goitom Kifle              | Eritrea                 | 2h11'10 | Miglior prestazione personale stagionale |
| 23      | Dong Guojian              | Cina                    | 2h11'14 | Miglior prestazione personale stagionale |
| 24      | Elkanah Kibet             | Stati Uniti             | 2h11'20 | Miglior prestazione personale stagionale |
| 25      | Tesama Moogas             | Israele                 | 2h11'36 |                                          |
| 26      | Ser-Od Bat-Ochir          | Mongolia                | 2h11'39 | Miglior prestazione personale stagionale |
| 27      | José Márcio Leão da Silva | Brasile                 | 2h11'43 |                                          |
| 28      | Ben Preisner              | Canada                  | 2h11'47 | Miglior prestazione personale stagionale |
| 29      | Patricio Castillo         | Messico                 | 2h11'51 | Miglior prestazione personale stagionale |
| 30      | Thomas De Bock            | Belgio                  | 2h11'54 | Miglior prestazione personale stagionale |
| 31      | Yang Shaohui              | Cina                    | 2h11'56 |                                          |
| 32      | Olivier Irabaruta         | Burundi                 | 2h12'00 |                                          |
| 33      | Jackson Kiprop            | Uganda                  | 2h12'14 |                                          |
| 34      | Filex Malewa Chemongesi   | Uganda                  | 2h12'16 |                                          |
| 35      | Tebello Ramakongoana      | Lesotho                 | 2h12'35 | Miglior prestazione personale stagionale |
| 36      | Hector Garibay Flores     | Bolivia                 | 2h12'44 |                                          |
| 37      | Paulo Roberto Paula       | Brasile                 | 2h13'39 |                                          |
| 38      | Gaku Hoshi                | Giappone                | 2h13'44 |                                          |
| 39      | Nicolás Cuestas           | Uruguay                 | 2h13'52 |                                          |
| 40      | Fred Musobo               | Uganda                  | 2h13'58 | Miglior prestazione personale stagionale |
| 41      | Eulalio Muñoz             | Argentina               | 2h14'29 | Miglior prestazione personale stagionale |
| 42      | Byambajav Tseveenravdan   | Mongolia                | 2h14'44 |                                          |
| 43      | Tom Gröschel              | Germania                | 2h14'56 | Miglior prestazione personale stagionale |
| 44      | Hiskel Tewelde            | Eritrea                 | 2h15'01 | Miglior prestazione personale stagionale |
| 45      | Peng Jianhua              | Cina                    | 2h16'12 | Miglior prestazione personale stagionale |
| 46      | Colin Mickow              | Stati Uniti             | 2h16'36 | Miglior prestazione personale stagionale |
| 47      | Thijs Nijhuis             | Danimarca               | 2h16'55 | Miglior prestazione personale stagionale |
| 48      | Haimro Alame              | Israele                 | 2h17'05 |                                          |
| 49      | Josh Griffiths            | Regno Unito             | 2h17'37 |                                          |
| 50      | Ernesto Andrés Zamora     | Uruguay                 | 2h17'54 |                                          |
| 51      | Dario Castro              | Messico                 | 2h18'32 |                                          |
| 52      | Tumelo Motlagale          | Sudafrica               | 2h20'21 |                                          |
| 53      | Eduardo Terrance Garcia   | Isole Vergini Americane | 2h23'16 | Miglior prestazione personale stagionale |
| 54      | Krishna Bahadur Basnet    | Nepal                   | 2h24'19 | Miglior prestazione personale stagionale |
|         | Lahsene Bouchikhi         | Belgio                  | dnf     |                                          |
|         | Gantulga Dambaddarjaa     | Mongolia                | dnf     |                                          |
|         | Lelisa Desisa             | Etiopia                 | dnf     |                                          |
|         | Oh Joo-han                | Corea del Sud           | dnf     |                                          |
|         | Ibrahim Hassan            | Gibuti                  | dnf     |                                          |
|         | Abdi Nageeye              | Paesi Bassi             | dnf     |                                          |
|         | David Nilsson             | Svezia                  | dnf     |                                          |
|         | Emanuel Giniki Gisamoda   | Tanzania                | dnf     |                                          |